# Фано, Роберт
Ро́берт Ма́рио Фа́но (англ. Robert Mario Fano; 11 ноября 1917, Турин, Италия — 13 июля 2016, Нейплс, Флорида, США) — итальяно-американский учёный в области информатики, профессор-эмерит Массачусетского технологического института, член Национальной академии наук США (1978) и Национальной инженерной академии США (1973). Известен по работам в области теории информации, он независимо от Клода Шеннона изобрел ранний алгоритм сжатия информации и вывел неравенство Фано.
В 1976 году получил премию им. Шеннона за работы в области теории информации.

## Биография
Родился в богатой еврейской семье. Отец, Джино Фано, был профессором геометрии Туринского университета. Мать, Роза Кассин (Rosa Cassin), происходила из семьи инженеров и была талантливой художницей и музыкантом. Его старший брат Уго Фано (1912—2001) впоследствии стал известным физиком-теоретиком, как и двоюродный брат Джулио Рака (1909—1965).
Поступил в Туринский политехнический университет, но после принятия в Италии антиеврейских законов в 1939 году эмигрировал в США. Здесь он продолжил обучение в Массачусетском технологическом институте (МИТ), получив степень бакалавра в 1941 году. После этого он проработал шесть лет в Радиационной лаборатории МИТ, а в 1947 году защитил докторскую диссертацию (Theoretical Limitations on the Broadband Matching of Arbitrary Impedances) под руководством Эрнста Гиллемина (Ernst Guillemin).
В начале 1960-х годов Фано участвовал в развитии компьютеров с разделением времени, в частности, создав с Фернандо Корбато систему Compatible Time-Sharing System (CTSS). В 1963—1968 годах основал и руководил проектом MAC, который позже стал лабораторией института (MIT Computer Science and Artificial Intelligence Laboratory).
Член Американской академии искусств и наук (1958).

## Научный вклад
Неравенство Фано.
В начале 1950-х Фано предложил неравенство (лемму), связывающую среднюю потерю информации через канал передачи с шумами с вероятностью ошибок при приёме сигнала. Лемма была опубликована в 1961 году.
Неравенство используется для вычисления нижней границы вероятности ошибки для любого декодера, а также для получения границ для минимаксного риска в оценке плотности.